# Rönesans Holding
Die Rönesans Holding ist ein Mischkonzern mit Hauptsitz in Ankara. Ihre Hauptaktivitäten sind Bauwesen, Immobilieninvestitionen und Energieerzeugung. Sie ist vorwiegend in der Türkei und den GUS-Staaten aktiv.
Die Rönesans Holding baut als Hauptauftragnehmer und Investor Einkaufszentren, Büros, Hotels, Wohnhäuser, Verbundkonstruktionen, Anlagen der Schwerindustrie, Infrastrukturanlagen, leichte Produktionsanlagen, Fabriken, Regierungsgebäude, Gesundheitseinrichtungen und Energieanlagen. Bei einigen Projekten übernimmt das Unternehmen auch die Verwaltung des Gebäudes. Die Rönesans Holding besitzt die Bauunternehmen Renaissance Construction, Heitkamp Ingenieur- und Kraftwerksbau und Ballast Nedam.

## Geschichte
Das Unternehmen wurde 1993 von Erman Ilıcak in Sankt Petersburg, Russland, gegründet. Das Unternehmen ist als Bauunternehmen in 28 Ländern weltweit tätig und ist das neuntgrößte Bauunternehmen in Europa (Stand 2019).
Die Rönesans Holding war als Entwickler am Lachta-Zentrum beteiligt, welches 2017 fertiggestellt wurde und das höchste Gebäude Europas ist. Im Jahr 2018 unterzeichnete das Unternehmen einen Vertrag zum Bau der Amur-Gasaufbereitungsanlage und eines Straßenbahnnetzes in Sankt Petersburg. Im Jahr 2019 begann Rönesans die Zusammenarbeit mit dem Russian Direct Investment Fund zum Bau von medizinischen Einrichtungen im ganzen Land.

## Tochtergesellschaften
Bau
- RC Rönesans İnşaat Taahüt A.Ş.
- Rönesans Endüstri Tesisleri A.Ş.
- Rönesans Türkmen İnşaat A.Ş.
- Rönesans Mea İnşaat A.Ş.
- Rönesans Altyapı Tesisleri A.Ş.
- Rönesans Rusya İnşaat A.Ş.
- Rönesans Medikal İnşaat A.Ş.
- Rönesans Teknik İnşaat A.Ş.
- Ballast Nedam

Immobilien
- Rönesans Emlak Geliştirme Holding A.Ş.
- Rönesans Sağlık Yatırım A.Ş.
- Rönesans Gayrimenkul Yatırım A.Ş.
- Desna Gayrimenkul Yatırım A.Ş.
- İstanbul SEAPORT

Energie
- Rönesans Enerji Üretim A.Ş
- Rönesans Elektrik Enerji Toptan Satış A.Ş